# دارين موريس (لاعب اتحاد الرغبي)
دارين موريس (بالإنجليزية: Darren Morris)‏ هو لاعب اتحاد الرغبي بريطاني، ولد في 24 سبتمبر 1974 في Pontypridd ‏ في المملكة المتحدة.

## وصلات خارجية
- دارين موريس عل موقع إسبنسكروم (الإنجليزية)
- دارين موريس على موقع ItsRugby.co.uk (الإنجليزية)